# Ронні Клейтон
Ронні Клейтон (англ. Ronnie Clayton; 5 серпня 1934, Престон — 29 жовтня 2010) — англійський футболіст, що грав на позиції правого півзахисника. По завершенні ігрової кар'єри — тренер.
Виступав, зокрема, за клуб «Блекберн Роверз», а також національну збірну Англії.

## Клубна кар'єра
Грав на юнацькому рівні за «Престон» та «Ланкашир», а потім у липні 1949 року уклав аматорську угоду з «Блекберн Роверз», підписавши з клубом перший професіональний контракт у серпні 1951 року.
Дебютував за команду 25 квітня 1951 року у віці 16 років у матчі Другого дивізіону проти «Квінз Парк Рейнджерс» (2:1), а із сезону 1954/55 став основним гравцем клубу. Після завершення військової служби у віці 20 років він став капітаном «Блекберна» і залишався вірним своїй команді до кінця кар'єри. Виступаючи в півзахисті, був гравцем оборонного плану, провівши у клубі загалом дев'ятнадцять сезонів і взявши участь у 581 матчі чемпіонату і забивши 15 голів. Коли «Блекберн» продовжив грати у Другому дивізіоні, Клейтон отримував пропозиції від англійських грандів «Челсі», «Ліверпуля», «Манчестер Сіті» та «Манчестер Юнайтед», але усім відмовив і у 1958 році допоміг своїй команді вийти у Перший дивізіон. З командою став фіналістом Кубка Англії 1959/60. Наприкінці своєї кар'єри Клейтон перейшов на позицію центрального оборонця і в 1966 році клуб вилетів назад у Другий дивізіон. Свою останню гру за «Блекберн» він зіграв у 1969 році.
Протягом сезону 1969/70 років був граючим тренером аматорського клубу «Моркем», а завершив ігрову кар'єру в іншій аматорській команді «Грейт Гарвуд», за яку виступав протягом сезону 1970/71 років.

## Виступи за збірну
Грав за збірну Англії до 23 років (шість матчів, два як капітан) та другу збірну Англії (один матч)
2 листопада 1955 року дебютував в офіційних іграх у складі національної збірної Англії в матчі домашнього чемпіонату Великої Британії з Північною Ірландією (4:0). 
У складі збірної був учасником чемпіонату світу 1958 року у Швеції, де зіграв лише в одному матчі-переграванні проти СРСР, який англійці програли 0:1 і не вийшли з групи.
Востаннє зіграв у збірній 11 травня 1960 року у товариському матчі з Югославією (3:3). В останніх п'яти іграх був капітаном збірної. Всього протягом кар'єри у національній команді, яка тривала 6 років, провів у її формі 35 матчів.

## Особисте життя
Відвідував школи Ribbleton Avenue Methodist School та Fishwick Secondary Modern.
У березні 1957 року одружився з Валері Е. Сміт. Мав дітей Рассела (1959), Шеріл (1960) та Говарда (1963).
Помер 29 жовтня 2010 року на 77-му році життя в лікарні Royal Blackburn в Блекберні. Відспівування відбулося в соборі Блекберна 9 листопада 2010 року, після чого футболіст був похований на кладовищі Плейсінгтон.
13 серпня 2011 року трибуна «Блекберн Енд» стадіону «Івуд Парк» була названа в честь Ронні Клейтона і отримала назву «Ронні Клейтон Енд».
У лютому 2019 року він був одним із перших семи гравців, яких ввели до Зали слави «Блекберн Роверз».